# Nora Orlandi
Pour les articles homonymes, voir Orlandi.
Nora Orlandi, née le 28 juin 1933 à Voghera (Lombardie) et morte le 1er janvier 2025 à Rome, est une compositrice de musique de film, pianiste, impresaria, cheffe de chœur et musicienne de studio italienne. Elle est en outre connue en Italie pour avoir été chanteuse dans le groupe I 4 + 4 di Nora Orlandi (it), actif de 1964 à 1983.
Son morceau le plus populaire est Dies Irae, utilisé en 1971 dans le film L'Étrange Vice de madame Wardh de Sergio Martino et réutilisé en 2004 dans Kill Bill : Volume 2 de Quentin Tarantino.

## Biographie
Nora Orlandi a commencé la musique très jeune, encouragée par sa mère, Fanny Campos, une chanteuse d'opéra. Elle se familiarise avec le piano et le violon. Elle sort diplômée du Conservatoire Nicolò Paganini de Gênes, ville où sa famille avait emménagé.
En 1951, après avoir passé une audition dirigée par le maestro Pippo Barzizza, elle est engagée comme violoniste à l'Orchestre de la RAI et s'installe à Rome. En parallèle, elle joue avec d'autres orchestres, comme celui de Lelio Luttazzi ou de Bruno Canfora. Dotée d'une voix mélodique avec des accents jazzy , elle commence également à se produire en solo, s'accompagnant du piano et proposant, en plus de quelques reprises, ses premières chansons originales : Maybe yes et Pyjamas and blue bear.
Fin 1952, elle crée son premier groupe de chant, qu'elle baptise Quartetto 2 + 2. Le groupe se produit en direct à la radio et à la télévision, et participe à des enregistrements de plusieurs chanteurs. Pendant ce temps, Nora Orlandi continue son activité en solo, enregistrant plusieurs singles.
Elle se marie en 1955 avec un architecte qui deviendra son bras droit. C'est lui qui lui donnera l'idée de doubler le nombre des membres de son groupe, passant du quatuor à l'octuor vocal, formant ainsi I 4 + 4 de Nora Orlandi. En 1965, le groupe apparaît dans le film 008 Operazione ritmo (it) de Tullio Piacentini (it). Orlandi compose dans les années 1960 et 1970 quatorze bandes originales de films, remportant le Prix de la critique pour la meilleure bande originale de western pour Johnny Yuma en 1966,. Comme il était de mise dans le cinéma populaire italien de l'époque, Orlandi signe parfois ses travaux d'un nom anglais, Joan Christian.
Nora Orlandi a participé en tant que professeur de chant à l'édition 2002-2003 du télé-crochet Amici di Maria De Filippi.

## Discographie

### Avec i 4+4 di Nora Orlandi
Album studio
- 1963 : Gershwin/Trovajoli - 1919-1928 - Volume 1 avec Armando Trovajoli et son orchestre
- 1963 : Gershwin/Trovajoli - 1929-1935 - Volume 2 avec Armando Trovajoli et son orchestre
- 1963 : Gershwin/Trovajoli - 1936-1937 - Volume 3 avec Armando Trovajoli et son orchestre

Single
- 1961 : Lady Luna/Arianna
- 1965 : Luna a Novograd/L'erica s'è fatta più verde

### En soliste
Album studio (bande originale de film)
- 1965 : 008 Operazione ritmo (it) de Tullio Piacentini (it)
- 1966 : Le Temps des vautours (10.000 dollari per un massacro) de Romolo Guerrieri
- 1966 : La Jungle des tueurs (L'affare Beckett) d'Osvaldo Civirani
- 1966 : Johnny Yuma de Romolo Guerrieri
- 1967 : La Nuit du massacre (La lunga notte di Tombstone) de Jaime Jesus Balcazar
- 1967 : Le Jour de la haine (Per 100.000 dollari t'ammazzo) de Giovanni Fago
- 1967 : Quand l'heure de la vengeance sonnera (La morte non conta i dollari) de Riccardo Freda
- 1968 : L'Adorable Corps de Deborah (Il dolce corpo di Deborah) de Romolo Guerrieri
- 1968 : Clint, l'homme de la vallée sauvage (Clint il solitario) d'Alfonso Balcázar
- 1969 : Il diario proibito di Fanny (it) de Sergio Pastore
- 1969 : Liz et Helen (A doppia faccia) de Riccardo Freda
- 1971 : L'Étrange Vice de madame Wardh (Lo strano vizio della signora Wardh) de Sergio Martino
- 1972 : Tu seras la proie des vautours (La preda e l'avvoltoio) de Rafael Romero Marchent
- 1976 : Passion violente (Dedicato a una stella) de Luigi Cozzi

Single
- 1961 : Io e te/Fuori città
- 1961 : Un uomo come te/Eva
- 1961 : Lady Luna/Arianna
- 1963 : Hanno detto/Dora
- 1966 : Guarda un po' chi c'è/Il bikini (avec Ralph Ferraro)
- 1969 : Metti una sera a cena (musique d'Ennio Morricone - arrangements de Paolo Ormi)
- 1969 : Le avventure di Ciuffettino
- 1982 : Cipria/Baby baby I love you